# Donna che si asciuga il piede
Donna che si asciuga il piede è un pastello del pittore francese Edgar Degas, realizzato nel 1886 e conservato al Museo d'Orsay di Parigi.

## Descrizione
Degas intervenne sul tema del nudo femminile osservando:
(Edgar Degas)
La donna che «si sta lavando i piedi» menzionata da Degas è proprio quella effigiata nel presente pastello. Con il compiacimento di un voyeur, Degas contempla l'abbandono di questo corpo femminile nella sua presunta solitudine, e lo coglie proprio nel momento in cui è spontaneamente impegnato nella cura del proprio corpo, senza assumere atteggiamenti estetizzanti finalizzati al compiacimento del possibile osservatore.
Il pastello, infatti, rappresenta una giovane che, nell'atto di asciugarsi le estremità dei piedi, atteggia il proprio corpo in una posa disarmonica, la quale se considerata secondo i canoni estetici tradizionali sarebbe risultata assolutamente inopportuna per un nudo femminile. La fluente chioma rossa le cade disordinatamente sulle cosce e stacca cromaticamente dalla poltrona retrostante, tinta di un vivace giallo canarino, il quale concede all'opera una gradevole agilità compositiva. La donna, tra l'altro, rispetta fedelmente le prescrizioni di Degas e pare effettivamente spiata «dal buco della serratura». Questa sensazione viene corroborata dalla presenza di uno stipite che, sporgendo da destra, suggerisce la presenza di uno spettatore che osserva la scena da un punto di vista non visibile dalla protagonista.